# Omegnskommune
En omegnskommune er en kommune beliggende i omegnen af en større by.
Betegnelsen anvend(t)es for Storkøbenhavns vedkommende om de daværende kommuner:
Birkerød Kommune,
Hørsholm Kommune,
Søllerød Kommune,
Gentofte Kommune,
Lyngby-Taarbæk Kommune,
Ballerup-Maaløv Kommune,
Farum Kommune,
Værløse Kommune,
Gladsaxe kommune,
Herlev Kommune,
Rødovre Kommune,
Hvidovre Kommune,
Ledøje-Smørum Kommune,
Sengeløse Kommune,
Glostrup Kommune,
Brøndbyerne Kommune,
Herstedernes Kommune,
Høje-Taastrup Kommune,
Torslunde-Ishøj Kommune,
Vallensbæk Kommune.
Udtrykket kendes tilbage til 1934, hvor det blev anvendt i en artikel i BT.